# مالخووکو
مالخووکو (به لاتین: Malechówko) یک روستا در لهستان است که در گمینا مالخووو واقع شده‌است. مالخووکو ۱۸۰ نفر جمعیت دارد.